# حياتي العزيزة
حياتي العزيزة هي مجموعة قصص قصيرة للكاتبة الكندية أليس مونرو، نُشرت عام 2012 بواسطة دار النشر ماكليلاند وستيوارت.
كان من المقرر الترويج للكتاب جزئيًا من خلال قراءة في مهرجان مؤلفي تورنتو الدولي، لكن الظهور تم إلغاؤه بسبب مخاوف صحية.

## تاريخ النشر
معظم القصص المجمعة في حياتي العزيزة كانت قد نُشرت سابقًا في أماكن أخرى. قصص "أمندسن"، "كوري"، "حياتي العزيزة"، "حصى"، "ملاذ"، و"مغادرة مافيرلي" نُشرت في الأصل في مجلة ذا نيويوركر. أما قصة "دولي" فتم نشرها لأول مرة في مجلة تين هاوس.

## الاستقبال النقدي
كيت كيلاوي في صحيفة الغارديان تصف هذه القصص بأنها "موجزة، رقيقة ومتقنة"، مشيرة إلى أنها تحمل "براعة خفية، متواضعة وسرية".
روث سكان، في مقالها بصحيفة التليغراف، تشير إلى الجانب السردي الذاتي في المجموعة وتصفها بأنها "تحدٍ تخريبي لفكرة السيرة الذاتية: مزج مقصود بين الحقيقة والخيال والمشاعر". وتضيف المراجعة أن هذه المجموعة قد تكون الأخيرة لمونرو، وإذا كان الأمر كذلك، فستكون خاتمة "مبهرة" لمسيرتها الأدبية.
حصلت مونرو على جائزة نوبل في الأدب في أكتوبر 2013 تقديرًا لمجموع أعمالها الأدبية على مدار حياتها.

## اقتباسات
- لكني لا أستطيع أن أخبر عائلتي بما أفعله، فأي شيء يعلمونه بشأني قد يقضي عليهم، هل تعرفين أناسًا كهؤلاء؟
- الحياة قاسية أكثر بالنسبة إلى البعض، إنه ليس خطأهم.